# Tamayo Marukawa
Tamayo Marukawa (丸川 珠代, Marukawa Tamayo), née le 19 janvier 1971 à Kobe, est une femme politique japonaise, représentant Tokyo à la Chambre des conseillers du Japon pour le Parti libéral-démocrate japonais. 
Marukawa commence sa carrière en tant que présentatrice pour la station TV Asahi en 1993, se spécialisant dans les émissions politiques. À la suite d'une rencontre avec Shinzō Abe en 2007, elle rejoint le PLD, parti au pouvoir, et fait son entrée à la Diète du Japon. 
Elle rejoint le gouvernement Abe III en 2015, au poste de ministre de l'Environnement, puis au poste de ministre chargée de l'organisation des jeux olympiques et paralympiques de Tokyo de 2020, dans les gouvernements Abe III et Suga. Son mandat est notamment marqué par la difficulté d'organiser les jeux en période de pandémie de Covid-19 au Japon. 
Éclaboussée par plusieurs scandales de détournements de fonds, elle perd en grâce et quitte la Diète du Japon à la suite de son échec aux élections législatives japonaises de 2024. 

## Jeunesse, études et carrière pré-électorale
Marukawa naît le 19 janvier 1971 à Kobe, dans la préfecture de Hyōgo. Elle est issue d'une famille monoparentale, et vit avec sa mère et sa sœur. Elle est diplômée de la faculté des sciences économiques de l'université de Tokyo en 1993,.
Elle a travaillé comme annonceuse de TV Asahi de 1993 à 2007, enregistrant plusieurs annonces commerciales par jour et travaillant depuis le bureau de New York de 2003 à 2004,. Elle se spécialise dans les émissions électorales et politiques,.

## Carrière électorale et politique
Marukawa rencontre le Premier ministre Shinzō Abe dans le cadre d'un groupe d'études sur les émissions commerciales, alors qu'elle est encore présentatrice. Elle est élue pour la première fois lors des élections à la Chambre des conseillers du Japon en 2007 après qu'Abe l'a convaincue de se présenter et lui a apporté son soutien direct pendant la campagne,. Marukawa adhère au Parti libéral-démocrate (PLD), parti au pouvoir, dans la foulée. Elle devient ensuite présidente du Bureau des femmes du PLD.
Elle gagne en réputation pendant les gouvernements Hatoyama, Kan et Noda, alors qu'elle siège sur les bancs de l'opposition. Elle se fait notamment remarquer pour avoir traité l'un de ses collègues du Parti démocrate du Japon à la Diète d'idiot, alors que ce dernier tentait de forcer un vote non réglementaire,.

Lorsque le PLD revient au pouvoir en 2012, elle est nommée au poste de secrétaire parlementaire chargée de la Santé, du Travail et des Affaires sociales au sein du gouvernement Abe II. Dans ce rôle, elle cherche à ce qu'un accompagnement individuel soit accordé aux jeunes afin de trouver un premier travail adapté et de bénéficier d'un suivi personnalisé passant par le service des ressources humaines, afin de revitaliser le Japon. Elle est l'une des ambassadrices du programme Hello Work (en). Marukawa se représente aux élections à la Chambre des conseillers du Japon de 2013, et conserve son siège à la suite du scrutin,. La même année, elle préside la division de la santé, du travail et du bien-être social du PLD.

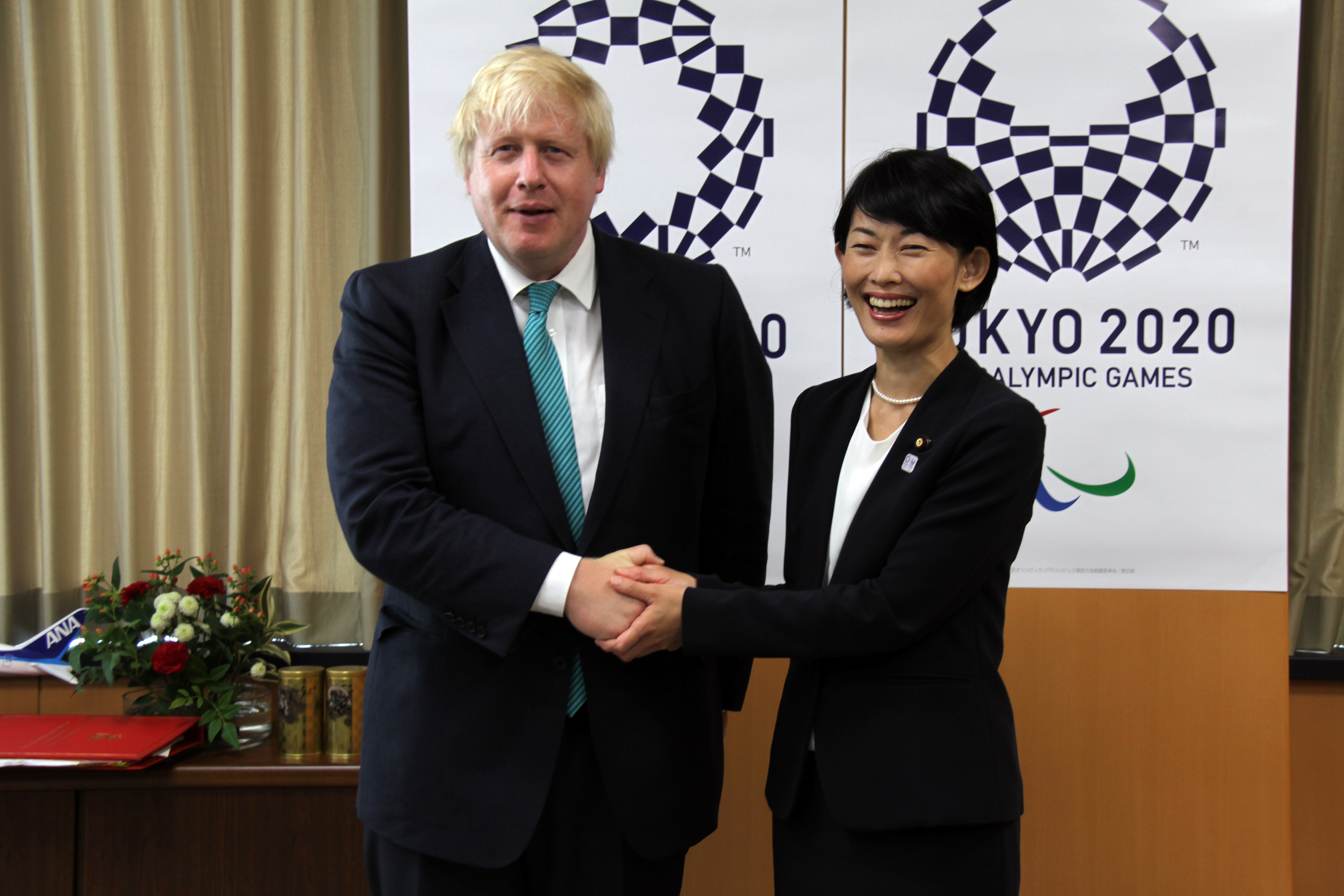
Boris Johnson et Tamayo Marukawa en 2017, alors qu'elle est ministre chargée des Jeux Olympiques et Paralympiques.

Le 7 octobre 2015, elle devient ministre de l’Environnement, chargée de la Prévention des risques nucléaires, dans le gouvernement de Shinzo Abe,, et devient l'une des figures de la politique d'autonomisation des femmes voulue par Abe dans ses gouvernements. Le 3 août 2016, à la suite d'un remaniement, elle change de ministère et devient ministre responsable des Jeux olympiques et paralympiques, chargée de superviser l'organisation des Jeux olympiques de Tokyo en 2020. Elle est également réélue à la Diète en 2019, à l'issue des élections à la Chambre des conseillers du Japon de la même année. En 2020, Marukawa prend la tête du siège des relations publiques du parti,.
Nommée par le premier ministre Yoshihide Suga, elle redevient ministre responsable des Jeux olympiques et paralympiques le 18 février 2021, en remplacement de Seiko Hashimoto, qui a quitté son poste au gouvernement pour devenir présidente du comité organisateur des Jeux olympiques de Tokyo. Dans le gouvernement Suga, elle reprend également les portefeuilles de Ministre chargée de la Promotion de la place des femmes dans la société et de Ministre chargée de l'Égalité des sexes. Durant son mandat, elle fait notamment face à la difficulté d'organiser les jeux olympiques et paralympiques tout en respectant les contraintes sanitaires imposées par la pandémie de Covid-19 au Japon,,,,.
Marukawa est nommée secrétaire générale du Conseil politique de la Chambre des conseillers en août 2022. En 2023, elle annonce sa volonté de changer de chambre à la Diète, et se déclare candidate aux élections législatives japonaises de 2025, dans la septième circonscription de Tokyo,.
À la suite des élections législatives japonaises de 2024, elle se présente ainsi et démissionne de son poste à la Chambre des conseillers du Japon le 15 octobre 2024, mais perd le scrutin. Punie par son parti pour avoir été mêlée à un scandale de détournement de fonds, elle ne bénéficie pas de la relance proportionnelle et quitte la Diète.

## Controverses
Le 15 août 2016, alors qu'elle est ministre chargée des Jeux Olympiques de Tokyo, elle crée la polémique en accompagnant le premier ministre Shinzō Abe au sanctuaire controversé Yasukuni.
En 2023, la presse japonaise mentionne le problème que représente le don de chocolats pour la Saint-Valentin par Tamayo Marukawa à des fonctionnaires de ses anciens ministères : cela pourrait s'apparenter à des dons en nature à des électeurs potentiels, ce qui est interdit. Bien que Marukawa se défende en justifiant que ce sont des interactions sociales normales sur un lieu de travail, elle déclare qu'elle va arrêter cette pratique, comprenant qu'elle peut être mal interprétée.
En décembre 2023, Marukawa se retrouve également impliquée dans le scandale de détournement de fonds publics et de fraude financière qui touche une grande partie des représentants du PLD. Elle est notamment accusée d'avoir détourné environ 5 millions de yens lors de différents évènements de levée de fonds.

## Prises de position
Dans sa vie publique, Marukawa utilise son nom de jeune fille, alors qu'elle est activement opposée aux tentatives de changer la loi japonaise qui impose aux conjoints de porter le même nom,.
Elle soutient les Abenomics, politique économique japonaise promue par le premier ministre Shinzō Abe, et en fait la promotion. Elle estime également que l'énergie nucléaire est nécessaire à la contribution énergétique japonaise. En outre, elle souhaite une révision de la constitution antimilitariste du Japon. Marukawa cherche en outre à améliorer la condition des familles monoparentales, elle-même ayant été élevée par sa mère seule et ayant continué à l'aider financièrement après ses études.
Marukawa est également fortement opposée à la possibilité que les femmes de la lignée impériale japonaise puissent rester dans la famille impériale après leur mariage, ainsi qu'à la possibilité d'une femme empereur du Japon. Elle défend aussi la nécessité de la peine de mort au Japon.
Tamayo Marukawa défend également la revitalisation régionale et le patrimoine culturel local du Japon, notamment culinaire, et fait partie des membres fondateurs de la Ligue parlementaire de promotion de la culture ramen, qui a pour but de promouvoir les ramen locaux de tout le pays, ainsi que d'attirer les touristes en soutenant la diffusion de la cuisine japonaise.

## Vie privée
Depuis 2008, Marukawa est mariée avec Taku Ōtsuka (en), avec qui elle a eu un fils en 2012,.